# توماس يونغ دونكان
توماس يونغ دونكان (بالإنجليزية: Thomas Young Duncan)‏ هو سياسي نيوزلندي، ولد في 1836 في المملكة المتحدة، وتوفي في 18 أغسطس 1914 في نيوزيلندا. حزبياً، نشط في الحزب الليبيرالي النيوزيلندي. وقد انتخب عضو مجلس النواب النيوزيلندي.